# Sân vận động Twickenham
Sân vận động Twickenham (tiếng Anh: Twickenham Stadium, /ˈtwɪkənəm/; thường được gọi là Twickenham) là một sân vận động dành riêng cho rugby union nằm ở Twickenham, phía tây nam Luân Đôn ở Anh. Rugby Football Union (RFU), cơ quan điều hành môn rugby union ở Anh, sở hữu và đặt trụ sở chính tại sân vận động. Đội thuê sân đáng chú ý nhất là đội tuyển rugby union quốc gia Anh, đội thường tổ chức các trận đấu test trên sân nhà tại sân vận động này.
Đây là sân vận động dành riêng cho rugby union lớn nhất thế giới, là sân vận động lớn thứ hai ở Vương quốc Anh sau Sân vận động Wembley và lớn thứ tư ở châu Âu.
Các trận đấu Middlesex Sevens; các trận đấu Premiership Rugby được lựa chọn; các trận đấu Cúp rugby union Anh-Wales được lựa chọn; Trận đấu Varsity giữa các trường đại học Oxford và Cambridge cũng như các trận đấu rugby union tại Cúp vô địch rugby châu Âu, cũng được tổ chức tại Sân vận động Twickenham.
Sân cũng đã được sử dụng làm địa điểm cho các trận chung kết Challenge Cup của rugby league, các hội nghị của Nhân Chứng Giê-hô-va và sân cũng đã tổ chức các trận đấu bóng bầu dục Mỹ như một phần của NFL London Games vào năm 2016 và 2017.
Sân vận động Twickenham đã tổ chức các buổi hòa nhạc của Rihanna, Iron Maiden, Bryan Adams, Bon Jovi, Genesis, U2, Beyoncé, The Rolling Stones, The Police, Eagles, R.E.M., Eminem và Lady Gaga.